# Rutgers van Rozenburglaan 2

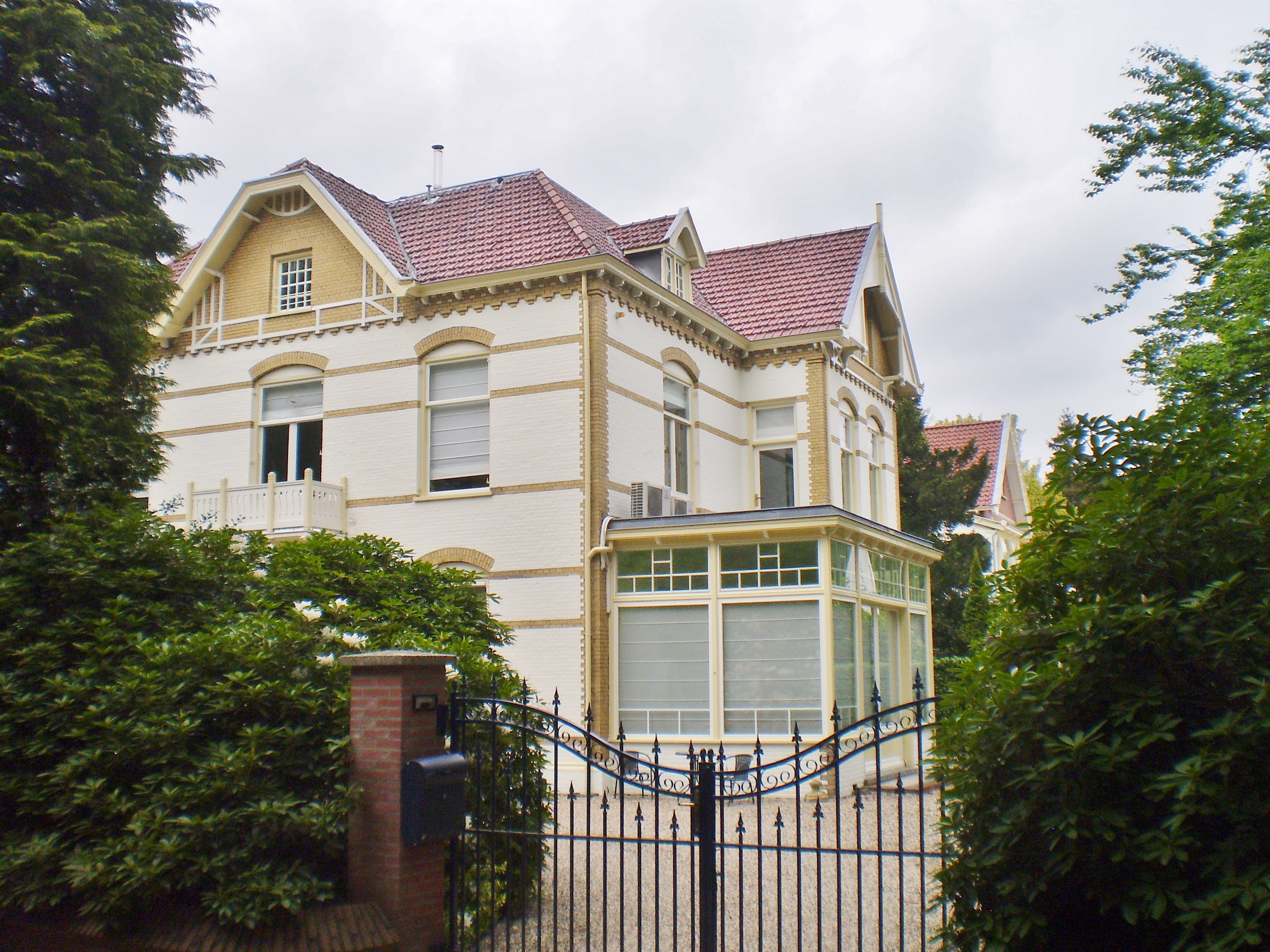
zijde Rozenburglaan

De villa aan de Rutgers van Rozenburglaan 2 is een gemeentelijk monument in Baarn in de provincie Utrecht. Het huis staat in het Wilhelminapark dat onderdeel is van  rijksbeschermd dorpsgezicht Prins Hendrikpark e.o.. De villa is voorheen particulier bewoond geweest en heeft dienstgedaan als pension. Thans heeft de villa een kantoorbestemming.
De villa is in 1904 ontworpen door C. Sweris voor zijn vader H. Sweris. De villa heeft twee gevels; een gevel gericht op de Amsterdamsestraatweg en een gevel gericht op de Rutgers van Rozenburglaan. De villa heeft ook aan beide zijden een inrit.
De Rutgers van Rozenburglaan heette voorheen de Julianalaan. Op 14 december 1936 is de naam gewijzigd en naar de burgemeester vernoemd die van 1916 tot 1923 burgemeester was. De laan maakt deel uit van het als uitbreiding van het Wilhelminapark bedoelde Emmapark aan de overzijde van de Amsterdamsestraatweg. De bebouwing staat in het oorspronkelijke achttiende-eeuwse Roosterbos.